# Commiphora otjihipana
Commiphora otjihipana är en tvåhjärtbladig växtart som beskrevs av Wessel Swanepoel. Commiphora otjihipana ingår i släktet Commiphora och familjen Burseraceae. Inga underarter finns listade i Catalogue of Life.